# Resolutie 279 Veiligheidsraad Verenigde Naties
Resolutie 279 van de Veiligheidsraad van de Verenigde Naties werd op 12 mei 1970 met unanimiteit van stemmen aangenomen, en eiste dat Israël onmiddellijk zijn troepen zou terugtrekken uit Zuidelijk Libanon.

## Achtergrond
Libanon had niet deelgenomen aan de Zesdaagse Oorlog tussen Arabische landen en Israël. In het land bevonden zich wel veel Palestijnen in vluchtelingenkampen. In 1968 begon de Palestijnse Bevrijdingsorganisatie (PLO) vanuit Libanon aanvallen uit te voeren op Israël. Dat vergold deze aanvallen met aanvallen op dorpen in Libanon.
Tussen 22 april en 10 mei 1970 waren bij een reeks aanvallen vanuit Libanon op Israël acht doden gevallen. Op 12 mei viel het Israëlisch leger Zuid-Libanon binnen en nam verschillende dorpen met artillerie en luchtbombardementen onder vuur. In de ochtend van 13 april trok Israël zich terug. Drie burgers en zeven Libanese soldaten waren omgekomen.

## Inhoud
De Veiligheidsraad eiste de onmiddellijke terugtrekking van alle Israëlische troepen uit Libanon.
Lijst ·  276 ·  277 ·  278 ·  279 ·  280 ·  281 ·  282 ·  283 ·  284 ·  285 ·  286 ·  287 ·  288 ·  289 ·  290 ·  291